# Uvinsky (huyện)
Huyện Uvinsky (tiếng Nga: ? райо́н) là một huyện hành chính tự quản (raion), của Udmurtia, Nga. Huyện có diện tích 2445 kilômét vuông, dân số thời điểm ngày 1 tháng 1 năm 2000 là 42100 người. Trung tâm của huyện đóng ở Uva.